# Cricotopus lanceolatus
Cricotopus lanceolatus är en tvåvingeart som först beskrevs av Jean-Jacques Kieffer 1911.  Cricotopus lanceolatus ingår i släktet Cricotopus och familjen fjädermyggor.
Artens utbredningsområde är Tyskland. Inga underarter finns listade i Catalogue of Life.